# John Turvill Adams
Pour les articles homonymes, voir John Adams et Adams.
John Turvill Adams, né le 29 septembre 1805 à Démérara (Empire colonial néerlandais) en Amérique du Sud et mort le 30 mars 1882 à Norwich dans le Connecticut, est un journaliste, poète, romancier et homme politique américain.

## Œuvres
- The Lost Hunter (1856)
- The Knight of the Golden Melice (1860)